# Стефан Илиев (актьор)
Вижте пояснителната страница за други личности с името Стефан Илиев.
Стефан Методиев Илиев е български актьор.

## Биография и творчество
Роден е на 25 юни 1935 г. в град Истанбул. Завършва ВИТИЗ „Кръстьо Сарафов" през 1958 г. при Николай Масалитинов със специалност актьорско майсторство. 
Първата му професионална роля в театъра е тази на Дженаро („Лукреция Борджия" – В. Юго) в Драматичен театър „Рачо Стоянов“, Габрово (1958), където работи в периода 1958 – 1959. След това е в Драматично-куклен театър „Иван Радоев“ Плевен (1959 – 1960), Драматичен театър „Боян Дановски“ Перник (1960 – 1964), Народен театър за младежта (1964 – 1966), Поезия и естрада (1966 – 1969), Театър „София“ (1969 – 1990), Театър 199, Малък градски театър „Зад канала“ (1990).
В киното, както и в театъра, дебютът му е в годината на завършване на ВИТИЗ – 1958, във филма Любимец 13. Участва в десетки филми в киното и телевизията до края на живота си, сред които 8 международни и 3 чуждестранни продукции. Сред по-известните му филми са „Пленено ято“, „Конникът“, „Отклонение“, „Свобода или смърт“, „Един миг свобода“, „Снимки за спомен“, „Васко да Гама от село Рупча“, „Господин Никой“, „Oсмият“, „Зарево над Драва“, „Магистрала“, „Забравете този случай“, „Петък вечер“, „О, господи, къде си?“ и др. Последният му филм е „Под прикритие“, 2012 г.
Член на Съюза на българските филмови дейци (1973) и на САБ (1958).
Председател на Съюза на артистите в България (1990 – 2005).
Умира на 17 януари 2018 г.

## Театрални роли
- „Лукреция Борджия“ (Виктор Юго) – Дженаро
- „Три сестри“ (Антон Чехов) – Вершинин
- „Плешивата певица“ (Йожен Йонеско) – г-н Смит
- „Спящата красавица“ (Андрей Гуляшки) – Авакум Захов
- „Скъперникът рицар“ (А. С. Пушкин) – Херцогът
- „Поручикът и Марютка“ (Б. А. Лавреньов) – поручикът
- „Опера за три гроша“ (Бертолд Брехт) – Браун
- „Червено и кафяво“ (Иван Радоев) – Гьоринг
- „Училище за сплетни“ (Р. Шеридан) – сър Оливър

## Телевизионен театър
- „Гълъб за сърдечни послания“ (1989) (Неда Антонова)
- „Ревизорски уроци“ (1988) (Радослав Михайлов), 2 части
- „Делото „Опенхаймер““ (1988) (Хайнер Кипхарт), 2 части
- „Да отгледаш кукувица“ (1987) (сц. и реж. Иван Рачев по едноименната повест на Дико Фучеджиев)
- „Мадам Сан Жен“ (1986) (Викториен Сарду)
- „Пълнолуние без край“ (1986) (Панчо Панчев)
- „Мезониера“ (1986) (Н.Л.Русев и Ал. Урумов)
- „Протокът съществува“ (1984) (Е. Раблес)
- „Смъртта на търговския пътник“ (1984) (от Артър Милър, реж. Магда Каменова) – Бен
- „Съдията и жълтата роза“ (от Георги Данаилов, реж. Маргарита Младенова) (1984)
- „Седем вика в океана“ (1982) (Алехандро Касона)
- „Магелан“ (1981) (Еманюел Роблес)
- „Донаборник“ (1981)
- „Блокада“ (1980) (Камен Зидаров)
- „Прекрасната свинарка“ (1980) (Марти Ларни)
- „Мари Октобр“ (1980) (Жан Робер, Жюлиен Дювивие, Анри Динсън)
- „Комендантът на Берлин“ (1980) (Вадим Собко)
- „Големият разговор“ (1978) (Герман Балуев и Александър Герман)
- „Годежна вечер“ (1977) (Славчо Трънски)
- „Джени – жена по природа“ (1969) (Ърскин Колдуел)
- „Светът е малък“ (1968) (Иван Радоев)
- „Марсианска хроника“ (1968) (Рей Бредбъри)
- „Операция Вега“ (1967) (Фридрих Дюренмат)
- „Всекиму заслуженото“ (1966) (Самуел Альошин)

## Филмография
| Година      | Филми и Сериали                                                                  | Серии | Копродукции                                          | Роля                                                                  |
| ----------- | -------------------------------------------------------------------------------- | ----- | ---------------------------------------------------- | --------------------------------------------------------------------- |
| 2011-2019   | Столичани в повече (тв сериал)                                                   | 170   |                                                      | Фридрих Ганчев (2017)                                                 |
| 2011 – 2016 | Под прикритие (тв сериал)                                                        | 60    |                                                      | генерал Пенев                                                         |
| 2010        | HDSP: Лов на дребни хищници                                                      |       |                                                      | Гриша                                                                 |
| 2007 – 2008 | Вълшебните приказки на щурчето (тв сериал)                                       | 4     |                                                      | дядото на Ненчо (в серията: „Белият старец“ – 2008)                   |
| 2004        | Ганьо Балкански се завърна от Европа (тв сериал)                                 | 4     |                                                      | Кандиларов (в 2 серии: I и IV)                                        |
| 2004        | Големанов                                                                        |       |                                                      |                                                                       |
| 2003        | Едно дете в повече                                                               | 7     |                                                      |                                                                       |
| 1999        | Операция „Делта Форс“ 4: Смъртна опасност (Operation Delta Force 4: Deep Fault)) |       | САЩ/България                                         | генерал Ратко Граич                                                   |
| 1998        | Дълбоко в сърцето (In fondo al cuore)                                            | 2 ч.  | Италия                                               |                                                                       |
| 1997        | Рекет (Il Racket)) Гражданинът въстава (алтернативно заглавие)                   | 6     | Италия                                               |                                                                       |
| 1991        | Здравей, бабо!                                                                   |       |                                                      | архитектът                                                            |
| 1991        | О, господи, къде си?                                                             |       |                                                      | Любо Митев                                                            |
| 1991        | Дали (Dalí)                                                                      |       | Испания/България                                     | учител                                                                |
| 1989        | Под дъгата                                                                       |       |                                                      | мистър Уотър, геологът                                                |
| 1988        | А сега накъде                                                                    |       |                                                      |                                                                       |
| 1987        | Копнежи по белия път                                                             |       |                                                      |                                                                       |
| 1987        | Петък вечер                                                                      |       |                                                      | началникът Стоянов                                                    |
| 1986        | Васко да Гама от село Рупча (тв сериал)                                          | 6     |                                                      | боцмана, чичо Антон                                                   |
| 1986        | За къде пътувате                                                                 |       |                                                      | д-р Алексиев, асистента                                               |
| 1986        | Ешелоните на смъртта                                                             |       |                                                      | Сами, аптекаря                                                        |
| 1986        | Фокстрот                                                                         |       |                                                      |                                                                       |
| 1985        | История с куче без куче                                                          |       |                                                      |                                                                       |
| 1985        | Забравете този случай                                                            |       |                                                      | прокурорът Милев                                                      |
| 1985        | Денят не си личи по заранта (тв сериал)                                          | 6     |                                                      | Райън, началник на Томас (в 2 серии: V, VI)                           |
| 1985        | Смъртта на търговския пътник                                                     |       |                                                      | кондуктор                                                             |
| 1985        | Горещи следи (тв сериал)                                                         | 4     |                                                      |                                                                       |
| 1985        | Константин Философ                                                               | 2     |                                                      | византиец                                                             |
| 1984        | На другия бряг е свободата (Na druhom brehu sloboda)                             |       | Чехословакия/България/ГФР                            | начлникът на полицията                                                |
| 1984        | В името на народа (тв сериал)                                                    | 8     |                                                      | фабрикантът Коцев                                                     |
| 1983        | Голямата игра (Большая игра) (тв сериал)                                         | 6     | СССР/България                                        | наркоманът Пиер Нисо, човек на дон Валоне                             |
| 1983        | За госпожицата и нейната мъжка компания                                          |       |                                                      | Теохара                                                               |
| 1983        | Константин Философ (тв сериал)                                                   | 6     |                                                      | византиец                                                             |
| 1983        | Равновесие                                                                       |       |                                                      | приятелят на бащата на Мария                                          |
| 1982        | Николо Паганини (Никколо Паганини) (тв сериал)                                   | 4     | СССР/България                                        |                                                                       |
| 1982        | Куче в чекмедже                                                                  |       |                                                      | главен архитект Кирил Методиев, бащата на Митко                       |
| 1981        | Язовецът (тв)                                                                    |       |                                                      |                                                                       |
| 1981        | Слънце на детството (тв сериал)                                                  | 2     |                                                      | бащата на Сашко/съдия                                                 |
| 1981        | Капитан Петко войвода (тв сериал)                                                | 12    |                                                      | Сенклер (в 3 серии)                                                   |
| 1980        | Обущарят чичо Спас магарето и Тошко (тв сериал)                                  | 8     |                                                      | режисьорът на филма Мулетаров (в VIII-ма серия: „Принцът и просякът“) |
| 1979        | Фильо и Макензен (тв сериал)                                                     | 7     |                                                      | съдията г-н Селяков                                                   |
| 1979        | Бягай... обичам те                                                               |       |                                                      |                                                                       |
| 1979        | Снимки за спомен                                                                 |       |                                                      | Тодоров                                                               |
| 1978        | Федерация на династронавтите (тв сериал)                                         | 3     |                                                      |                                                                       |
| 1978        | Компарсита                                                                       |       |                                                      | Марин Янев, помошник на ЦС на БСП                                     |
| 1977        | Четири часа пеене                                                                |       |                                                      |                                                                       |
| 1976        | Малката русалка (Русалочка)                                                      |       | СССР/България                                        | рицарят Адалберт (Роберт) Гринли / Рейнолд Марнделски                 |
| 1976        | Допълнение към Закона за защита на държавата                                     |       |                                                      | капитан                                                               |
| 1976        | Да изядеш ябълката                                                               |       |                                                      | Георги Джерикаров (бате Жоро), монтьор и бивш царски офицер - капитан |
| 1976        | Песента на щурците                                                               |       |                                                      | Гецата                                                                |
| 1976        | Войници на свободата (Солдаты свободы)                                           | 4     | СССР/България/Унгария/ГДР/Полша/Румъния/Чехословакия | (като С. Илиев в 1 серия: IV)                                         |
| 1975        | Завещанието                                                                      |       |                                                      | Слав                                                                  |
| 1975        | До татко на фронта                                                               |       |                                                      | Андрей Найденов, бащата на Мишо                                       |
| 1975        | Този истински мъж                                                                |       |                                                      | директорът                                                            |
| 1975        | Магистрала                                                                       |       |                                                      | офицерът                                                              |
| 1975        | Сватбите на Йоан Асен                                                            | 2     |                                                      | Олигатор, от свитата на Иван Асен II                                  |
| 1974        | Иван Кондарев                                                                    | 2     |                                                      | Ванчовски                                                             |
| 1974        | Трудна любов                                                                     |       |                                                      | съпругът на Екатерина                                                 |
| 1974        | Завещанието                                                                      |       |                                                      | поручикът от жандармерията                                            |
| 1974        | Зарево над Драва                                                                 |       |                                                      | поручик Ганчовски                                                     |
| 1973        | Игрек 17                                                                         |       |                                                      |                                                                       |
| 1973        | Винаги можеш да бъдеш мъж                                                        |       |                                                      | капитанът                                                             |
| 1973        | Пикник                                                                           |       |                                                      |                                                                       |
| 1972        | Обич                                                                             |       |                                                      | офицерът                                                              |
| 1971        | Демонът на империята (тв сериал)                                                 | 10    |                                                      |                                                                       |
| 1971        | Гневно пътуване                                                                  |       |                                                      |                                                                       |
| 1971        | Откраднатият влак                                                                |       | България/СССР                                        | капитан Черкезов                                                      |
| 1971        | Няма нищо по-хубаво от лошото време                                              |       |                                                      | свръзката на Емил Боев                                                |
| 1970        | Един миг свобода                                                                 |       |                                                      | затворникът Стефан (в новелата „Старецът“)                            |
| 1969 – 1971 | На всеки километър (тв сериал)                                                   | 26    |                                                      | майор Лесли                                                           |
| 1969        | Осмият                                                                           |       |                                                      | полицейският капитан                                                  |
| 1969        | Господин Никой                                                                   |       |                                                      | Алберт                                                                |
| 1969        | Свобода или смърт                                                                |       |                                                      | Никола Войновски                                                      |
| 1967        | Револверът на ефрейтора (Der Revolver des Korporals)                             |       | ГДР                                                  | Рене                                                                  |
| 1967        | Отклонение                                                                       |       |                                                      | Коста                                                                 |
| 1964        | Конникът                                                                         |       |                                                      | Симо                                                                  |
| 1964        | Между релсите                                                                    |       |                                                      | Тутев                                                                 |
| 1962        | Пленено ято                                                                      |       |                                                      | Владимир                                                              |
| 1958        | Любимец №13                                                                      |       |                                                      | футболист                                                             |

## Награди и отличия
- Заслужил артист (1985).
- Орден „Кирил и Методий“ II ст. (1985).
- Наградата „Икар“ на Съюза на артистите в България „За чест и достойнство“, 2015.